# Konkordatna kriza
Konkordatna kriza imenujejo zgodovinarji obdobje okoli podpisa konkordata med Svetim sedežem in Jugoslavijo. Vrhunec te krize je bila Krvava procesija 1937 v Beogradu.

## Zgodovinsko ozadje

### Uvod
Podpis konkordata med Svetim sedežem in Jugoslavijo 1935 je potekal za čuda mirno in v javnosti skoraj neopazno in v vsaj na videz naklonjenem ozračju. 
Tik pred ratifikacijo v Skupščini pa je SPC zanetila požar nasprotovanja, ki je malodane upepelil Jugoslovansko kraljestvo

### Nezavidljiv položaj katoličanov
Vzroki tega tragi-komičnega dogajanja pa sežejo daleč nazaj. Med drugim je bila glavna težava že v samem nastajanju Kraljestva Slovencev, Hrvatov in Srbov, za kar je obstajalo več načrtov; obveljala pa je centralistična usmeritev. Po Vidovdanski ustavi so bile vsaj načelno zajamčene osnovne človeške pravice osebam in narodom - predvsem Slovencem, Hrvatom in Srbom; v praksi pa je že takrat prevladovala Aleksandrova in Pašićeva velikosrbska zamisel. Nasilno uvajanje jugoslovanstva na škodo vseh obstoječih narodov in manjšin pa je s Šestojanuarsko diktaturo še bolj ogrozilo osnovne človeške pravice in nemoten razvoj svobodnih narodov znotraj Kraljevine in zanetilo nezadovoljstvo, ki je usodno izbruhnilo na dan ob nacističnem napadu in porazu ter razpadu oziroma razkosanju Jugoslavije 1941.
Prvi beograjski nadškof je bil od 1924 Rodič, ki ga je ravno v tem času (1936) zamenjal Ujčič. Značilno je, da so Rodičevemu predhodniku - apostolskemu upravitelju in prijatelju Srbov Strossmayerju - srbske oblasti za časa Kraljevine Srbije stalno očitale, da stanuje "na tujem" (v Avstro-Ogrski) in da je "samo upravitelj" obsežne Beograjsko-Smederevske škofije (medtem ko je bil "redni škof" Džakovske in vrhbosenske škofije). Škof Strossmayer si je - kot vsestransko izobražen mož in razgledan politik - zlasti zaradi proti katoličanom usmerjenih ukrepov Kraljevine Srbije - na vso moč prizadeval dokazati tako Svetemu sedežu kot srbski vladi, da ne bo miru in ureditve katoliških zadev, dokler ne bo sklenjen konkordat. Pri teh prizadevanjih bi bil morebiti celo uspel, če ne bi naletel na ovire tako odspodaj kot odzgoraj v sami Cerkvi - in se je zato zahvalil na upraviteljstvu Beograjske škofije
Z nastankom Kraljevine Slovencev, Hrvatov in Srbov pa je postal Rodič prvi "lastni" nadškof (po konkordatnih določilih iz 1914), ki je stanoval v sami prestolnici Beogradu - in je bil povrhu še Jugoslovan. Dejansko stanje pa se pravzaprav glede na katoličane ni nič izboljšalo, ampak so stvari krenile še bolj v napačno smer. Stari in takorekoč prirojeni predsodki Srbov zoper Zahod in Vatikan so ostali, in so zato na katoličane pravoslavci - oziroma njihova hierarhija - še vedno gledali kot na tujce, vrinjence in nezaželene tekmece na verskem področju, ter jim stalno očitali misijonarjenje, prozelitizem in unijačenje. Obenem pa so sami - kot da je to nekaj samo po sebi umevnega - nadaljevali s pravoslavnim misijonarjenjem med katoličani; tovrstne pohvale je žel od svojih somišljenikov celo sam takratni patriarh Varnava; izredno ga hvalijo, ker »se je trudil razviti misijonarsko dejavnost SPC«.
Tek dogodkov je kmalu pokazal, da so Rodiča prav zato merodajni dejavniki pustili na cedilu v najtežjih trenutkih, in da konkordatna kriza ni bila kaka naključna epizoda mimogrede. Odgovorni mu iz finančnih težav namerno niso hoteli pomagati - kljub temu, da je pomoč za izplačilo dolgov iskal tako pri cerkvenih kot državnih veljakih - januarja 1934 celo pri samem kralju Aleksandru; moral je odstopiti, ker je padla pod hipoteko celo nadškofijska palača in je res ostal "brez sleherne človeške pomoči", kot mu je že ob nastopu službe malodane preroško napovedal nuncij Pellegrinetti. On v spremnem pismu ni namreč niti malo olepševal obupnih razmer, v katerih se je tedaj nahajala novoustanovljena nadškofija, ter mu je zelo realistično opisal težavne razmere takole:
| Bez svake ljudske pomoći | Brez sleherne človeške pomoči |
| --- | --- |
| Znaj, katedrale nemaš, a nije se ni počela graditi; nadb. kurije ne ima, svećenika je jako malo, vjernici su u najudaljenijim mjestima razasuti, redovničkog zavoda nikakova, ni muškog ni ženskog, katoličkih škola nikakovih, siromaštvo najveće – a sve se ovo ima urediti malne bez svake ljudske pomoći. | Vedi, stolnice nimaš, a niso je niti začeli graditi; nadškofijska palača ne obstaja; duhovnikov je zelo malo, verniki so razkropljeni po najbolj oddaljenih krajih, redovniške hiše ni niti ene – ne moške ne ženske; katoliških šol ni nobenih, a vlada najhujša revščina - a vse to bo treba urediti takorekoč brez sleherne človeške pomoči. |

### Poskus ureditve
Sodobna zgodovinarja Seppelt-Löffler ugotavljata v svoji Zgodovini papežev (1933), ko na dolgo in široko opisujeta in hvalita Lateranske sporazume (1929) ter naštevata konkordate, ki so jim predhodili ali sledili, da pa v nekaterih primerih zadeve niso potekale ravno gladko - a najtrši oreh da sta bili deželi s pravoslavno večino; zatrjujeta, da so torej že tedaj (pred 1933) "odnosi z Jugoslavijo in Romunijo bili težavni"..
Romunija je bila prva dežela z večinskim nekatoliškim (tukaj pravoslavnim) prebivalstvom, s katero je Svetemu sedežu uspelo vzpostaviti pogovor in doseči podpis konkordata 10. maja 1927, kar pa je potekalo odmaknjeno od oči javnosti in je vodilo sorazmerno kmalu do uspeha.
Težave na poti do primernega sporazuma v Jugoslaviji se tudi niso zdele nepremostljive - in tako je po dolgih in utrudljivih pogajanjih le prišlo do podpisov. Pravosodni minister Auer (1892-1973) je 27. julija 1935 v Vatikanu – zlasti po prizadevanjih nuncija Pellegrinettija in seveda Pija XI. - podpisal konkordat v imenu Jugoslavije, v imenu Svetega sedeža pa kardinal Euđenijo Pačeli (Eugenio Pacelli), ki je postal 1939 naslednji papež Pij XII..  
V vladnem sporočilo je rečeno, da bo konkordat uresničil »z ustavo sprejeto enakopravnost katolicizma z drugimi priznanimi veroizpovedmi«. Po popisu prebivalstva iz 1921 se je namreč v Jugoslaviji 46,6 % državljanov izreklo izreklo za pravoslavce, 34,9 % pa za rimokatoličane. Šlo je torej predvsem za enakopravnost pravoslavne in katoliške Cerkve; na ta način bi postala zagrebški nadškof Bauer - predsednik Jugoslovanske škofovske konference - (pravzaprav pa mladi Stepinac, ki je praktično vodil vse posle) in patriarh Srbske pravoslavne Cerkve Varnava pred državno oblastjo res enakovredna cerkvena dostojanstvenika.
| Konkordat i smrt patrijarha varnave | Konkordat in smrt patriarha Varnava |
| --- | --- |
| „U to vreme pitanje Konkordata nije se uopšte postavljalo. Bio sam uveren da se ceo ovaj značajan posao može obaviti bez ikakvih smetnji i teškoća. Ništa nije nagoveštavalo buru koja je docnije nastala.“ Stojadinović je upoznao Sveti sinod i patrijarha Varnavu sa tekstom Konkordata. „Nikakav prigovor nije učinjen u to vreme.“ | "V tem času se vprašanje o konkordatu sploh ni postavljalo. Prepričan sem bil, da je vse to pomembno delo mogoče opraviti brez ovir in težav. Nič ni napovedovalo burje, ki je nastala pozneje." Stojadinović je sveti sinod in patriarha Varnava seznanil z besedilom konkordata. "Takrat ni bilo nobenega ugovora." |

Sam sporazum v javnostini takrat pravzaprav ni naletel na poseben odziv. Novembra 1936 pa je Namestništvo s knezom Pavlom na čelu izdalo ukaz, s katerim je pooblastilo vlado Stojadinović-Korošec-Spaho, da naj konkordat posreduje Skupščini na sprejetje, potrditev oziroma ratifikacijo.

### Patriarhovo omahovanje
Na splošno danes menijo, da patriarh Varnava dejansko ni nasprotoval konkordatu, ampak da je bil skupaj s svojo Cerkvijo proti uzakonitvi privilegiranega položaja Rimskokatoliške Cerkve; vendar se eden glavnih in dejavnih soudeleženec krize - predsednik takratne jugoslovanske vlade Stojadinović - s tem ne strinja in zatrjuje, da je patriarh osebno dobro vedel, da "Konkordat ne vsebuje nič neugodnega za državne koristi, najmanj pa je z njim ogrožena pravoslavna Cerkev."
Mimo tega vprašanja niti danes ne more noben zgodovinar, kajti "Konkordatna kriza in okoliščine Barnabove smrti so zasenčile vsa druga dejstva iz življenja tega nadpastirja."
Do danes vendarle ni jasno, čemu je patriarhovo stališče glede konkordata nihalo od blago naklonjenega do prav sovražno odklonilnega. Predsednik vlade Stojadinović je namreč pošteno obvestil patriarha o nameravani ureditvi odnosov med Kraljevino Jugoslavijo in Svetim sedežem in je k njemu poslal samega pogajalca in podpisovalca  v Auerjevi osebi, ki mu je to srečanje ostalo v lepem spominu:
| Priprema konkordata | Priprava konkordata |
| --- | --- |
| Pre odlaska u Rim Auer je svratio kod partijarha Varnave i obavestio ga o svojoj misiji. „Patrijarh ga je vrlo srdačno primio i bio dirnut ovom pažnjom. Pre nego što se rastao sa njim, poglavar SPC rekao mu je: „Vi polazite na put da izvršite jedan vrlo važan i krupan posao. Želim vam uspeha u radu i dajem svoj blagoslov… Auer mu je prišao ruci a patrijarh Varnava ga je zagrlio i poljubio u čelo.“ Stojadinović navodi da je on upoznao Sveti sinod i patrijarha Varnavu sa tekstom Konkordata. „Nikakav prigovor nije učinjen u to vreme.“ | Pred odhodom v Rim se je Auer ustavil pri patriarhu Barnabu in ga obvestil o svojem poslanstvu. "Patriarh ga je sprejel zelo toplo in bil ganjen nad to pozornostjo. Preden se je poslovil od njega, mu je poglavar Srbske pravoslavne cerkve dejal: "Odpravljate se na pot, da opravite zelo pomembno in veliko delo. Želim vam uspeh pri vašem delu in dajem svoj blagoslov ... Auer je pristopil k njegovi roki in patriarh Varnava ga je objel in poljubil na čelo." Stojadinović navaja, da je sveti sinod in patriarha Barnaba seznanil z besedilom konkordata. "Takrat ni bilo nobene pripombe." |

Verjetno je na spreminjanje patriarhovega stališča vplivalo nenaklonjeno stališče Svetega sinoda SPC, ki se sestoji po takratnem in sedanjem pravilniku iz štirih škofov s predsednikom, ki je peti - a to je trenutni patriarh. Ta ustanova ima zelo veliko moč in pooblastila in v marsičem lahko omejuje patriarhovo delovanje - ki se mora v vseh važnejših zadevah posvetovati s to ustanovo, v kateri je njegov glas pri glasovanju le eden med enakimi.
Glede na svojo pomembno vlogo - zaradi obzirnosti vlade in zavlačevanja tega občutljivega vprašanja so se začutili še pomembnejši, čeprav se neposredno SPC to notranje vprašanje RKC pravzaprav ni čisto nič tikalo - je decembra 1936 čisto po bizantinskem načinu »Sveti arhijerejski sinod« poslal vladi memorandum s sporočilom, da Srbska pravoslavna Cerkev ne more privoliti v tak konkordat.
Tedaj so namreč prišle na dan kritične pripombe, ki so jih nekateri širili in so povzročale nemire. Vedno bolj je vrelo, zlasti v dneh, ko je bilo treba konkordat potrditi v jugoslovanski skupščini. To je namreč sedaj naletelo na hud odpor pri patriarhu Varnavu in njegovi duhovščini, saj so bili dotlej - kot izrazito »jugoslovansko usmerjeni« - privilegirani. Za Novo leto 1937 je hotel Varnava izdati poslanico, v kateri je konkordat označil za pogodbo s „črnim poglavarjem črne internacionale“ in pozval ljudstvo, naj se dvigne kot „vojska božja zoper vojsko satansko“. V njej se najde celo trditev, da "so se tudi sami Turki bojevali zoper latinsko prodiranje na Balkan" in da "se jim lahko zahvalimo, da je bil ta prodor zaustavljen".Oblasti so prepovedale tiskanje to sovražnega govora polno brošuro.
13. septembra 1935 je patriarh Varnava poslal predsedniku vlade svoje mnenje v zvezi s konkoradtom.24. novembra 1936 pa se je sešel „Sveti arhijerejski sabor“ (tj. zborovanje vseh škofov), čigar sklepe je patriarh poslal vladi v novi Predstavitvi z dne 3. decembra 1936, "po resnem, temeljitem in celovitem preučevanju vsebine načrta že podpisanega konkordata z Vatikanom". V svoji „Predstavitvi vladi“ v zvezi s konkordatom je patriarh obenem s svojim „Svetim sinodom“ po mnenju zgodovinarja Slijepčevića zapustil svoje cerkveno področje in se dal speljati na politično. Kaj pa je bilo povedanega v tej predstavitvi?
| Predstavka SPC vladi Kraljevine Jugoslavije | Predstavitev SPC vladi Kraljevine Jugoslavije |
| --- | --- |
| Sveti arhijerejski sabor, razmotrivši Konkordat, „stekao je ubeđenje, da taj ugovor bitno i nepovoljno menja položaj SPC u državi i da je štetan i po državne interese“.Pozivajući se na nacionalne zasluge SPC patrijarh ističe da Konkordat narušava načelo ravnopravnosti verskih zajednica u Jugoslaviji i „daje rimokatoličkoj crkvi položaj vladajuće, dominirajuće državne crkve i usled toga sve ostale veroispovesti, a naročito crkva relativne većine stanovništva u državi, crkva pravoslavna, silazi na položaj toleriranih“.Konkordat narušava i načelo državnog suvereniteta. „To načelo ne dopušta da država stavlja iznad sebe volju kakve druge organizacije.“ Konkordat nalaže državi suviše velike materijalne obaveze „u korist jedne verske organizacije, koja je bogata sama po sebi i čiji je centar van državnih granica“. Sveti arhijerejski sabor u svojim Primedbama i prigovorima na projekt Konkordata izjavljuje „da ako projekt Konkordata, ovakav kakav je, postane zakon, onda ga ne mogu i neće priznati, nego će u takvom slučaju biti primorani svojom svetom zakletvom i svojom svetom dužnošću, da se u zajednici sa svojim sveštenstvom i pastvom bore svim raspoloživim sredstvima protiv primene takvog zakona u našoj Otadžbini“[10]. | Sveti arhijerejski zbor se je po pregledu konkordata »prepričal, da ta sporazum bistveno in neugodno spreminja položaj SPC v državi ter škoduje tudi koristim države«; posledično se vse druge vere, zlasti pa Cerkev sorazmerne večine prebivalstva v državi, pravoslavna Cerkev, ponižujejo na položaj dopuščenih". Konkordat nalaga državi prevelike gmotne obveznosti "v korist verske organizacije, ki je sama po sebi bogata in katere središče je zunaj državnih meja.« Zbor v svojih pripombah in ugovorih na osnutek konkordata izjavlja, »da če osnutek konkordata, kakršen je, postane zakon, ga ne morejo in nočejo priznati, ampak bodo v tem primeru prisiljeni s svojo sveto prisego imeti za svojo sveto dolžnost, da se skupaj s svojo duhovščino in čredo z vsemi razpoložljivimi sredstvi borijo proti uporabi takega zakona v naši domovini« |

Temu je sledilo nič manj bojevito „Sporočilo za javnost“, ki očitno kaže, da so se škofje ukvarjali namesto s cerkvenimi in svojimi, tudi z necerkvenimi in tujimi vprašanji. Trdili so namreč, da je po konkordatu SPC postavljena "v podrejen položaj" in da "kot večinska Cerkev v Jugoslaviji ne bi mogla brezbrižno gledati na to, da je ena verska organizacija dobila pravice, ki jih SPC ni imela niti takrat, ko je bila državna cerkev."

### Patriarhova bolezen in smrt
Patriarh Varnava je takrat nenadoma zbolel, v noči po izglasovanju konkordata pa umrl; tako je že med procesijo za njegovo ozdravljenje burila duhove govorica, češ da je bil zastrupljen. 
Glede tega piše v svojih „Spominih“ soudeleženec Konkordatne krize, takratni predsednik vlade Stojadinović, ki ugotavlja, da razen ožjega kroga k patriarhu nihče ni imel pristopa. Najprej opere sum s sebe, notranjega ministra Korošca in sploh s takratne vlade, ki da ji je usoda ugrabila patriarha Varnava ravno takrat, ko bi ji bil najbolj potreben. Kljub drugačnemu splošnemu vtisu po njegovih javnih nastopih Stojadinović še vedno goji prepričanje, da izobraženi cerkveni dostojanstvenik le ni mogel biti tako primitiven, da bi verjel v dnevne čenče zoper konkordat: „On je osebno namreč zelo dobro vedel, da konkordat ne vsebuje ničesar neugodnega za državne koristi, najmanj pa je z njim ogrožena Pravoslavna Cerkev.“ Vlada torej ne bi mogla imeti razlogov za njegovo zastrupitev. O možnem osumljencu piše nadalje:
| Dve verzije o trovanju patrijarha Varnava Rosića | Dve različici o zastrupitvi patriarha Varnava |
| --- | --- |
| Nama su bile poznate od mnogih verzija o trovanju patrijarha Varnave, dve. Jednu od njih nam je pričao pokojni Ljubomir Šćepanović, sveštenik, čovek veoma skroman i tih, ali čvrsta karaktera i veoma blizak pokojnom patrijarhu Varnavi kod koga je vršio nadzor nad ekonomskim poslovima njegovim. On je kazivao da je sumnja padala na dvojicu ruskih emigranata: jednoga jeromonaha, zvao se Arsenije, i jednoga koji je bio kuvar patrijarhov. Posle smrti patrijarha Varnave nestalo ih je obadvojice… | Nam (tj. vladi) sta nam bili od številnih različic o zastrupitvi patriarha Barnaba znani dve. Eno od njih nam je povedal pokojni Ljubomir Šćepanović, duhovnik, zelo skromen in tih človek, a močnega značaja in zelo blizu pokojnemu patriarhu Varnavu, kjer je nadzoroval njegove gospodarske zadeve. Povedal je, da je sum padel na dva ruska emigranta: enega jeromonaha, ime mu je bilo Arsenij, in enega, ki je bil patriarhov kuhar. Po smrti patriarha Barnaba sta oba izginila... |

Drugi osumljenec je bil Boško Bogdanović, temeljiti poznavalec zgodovine in klasičnih jezikov, ki mu je bil Varnava boter; on pa je bil njegov svetovalec pri zgodovinskih in cerkvenih vprašanjih. Verjetno je bil ta izobraženec zaradi dobrih zvez s Korošcem – saj je bil njegov pomočnik, ko je bil Korošec prosvetni minister -, da je zastrupil patriarha. Med nemško okupacijo Srbije je bil Bogdanović predsednik upravnega odbora Kolarčeve nadarbine (zadužbine) v Beogradu. O tem sumu, ki ga je globoko užalil in prizadel, je ves potrt potožil pred sejo upravnega odbora Kolarčeve nadarbine. Prisegal je da je vse peklenska in hudobna izmišljotina njegovih nasprotnikov, ki jih ni imel malo. Namignil je, da bo o tem pisal in povedal vse, kar ve, ko bo vojne konec. Kot tesen sodelavec patriarha Varnave iz časa, ko sta skupaj delovala v južni Srbiji (tj. Makedoniji), je imel Bogdanović bogato arhivsko gradivo, vendar je kmalu po koncu Druge svetovne vojne umrl nekje v Avstriji in odnesel skrivnost s seboj.
Med številnimi teorijami zarote ena domneva, „da so patriarha zastrupili Nemci“; to je kaj malo verjetno;  Rosić namreč ni bil znan le kot antikomunist in antisemit, ampak tudi kot velik Hitlerjev občudovalec.
Druga taka teorija vpleta – seveda brez slehernega dokaza  – celo jezuite, ki so vedno pri roki kot dežurni krivci za vse vrste zarot; tozadevni članek pa je tako površen, da je patriarhovo smrt "pomotoma" prestavil za nekaj dni.
Vsekakor ni treba dvominti, da so konkordatno krizo pozorno spremljale tuje obveščevalne službe, med njimi zlasti britanska, ki naj bi imela vpliv tudi na žiškega škofa Nikolaja.
Ko je takrat patriarh nenadoma zbolel, so se razširile govorice, da je bil zastrupljen. Čeprav obstaja o tem cela kopica najrazličnejših takratnih in sedanjih teorij zarote, ki večinoma ne navajajo nikakršnih dokazov, se vendarle zdi še najbolj blizu resnice umirjeno Predsednikovo poročanje sine ira et studio.

### Krvava procesija
Trezni opazovalci tudi danes priznavajo, da je bila Katoliški cerkvi s konkordatom zagotovljena le enakopravnost z drugimi verskimi skupnostmi v državi; kljub temu je konkordat zaradi nacionalističnega hujskaštva v takratni jugoslovanski javnosti med Srbi naletel na oster odpor.
19. julija je bilo torej v naelektrenem ozračju glasovanje o spornem sporazumu; vodstvo SPC je istega dne sklicalo prepovedani shod, ki naj bi bil namenjen za zdravje bolnega patriarha, a je bil mišljen kot napad na vlado in se je ne slučajno sprevrgel v spopad z žandarmerijo; zato je dobil ime Krvava procesija (Krvava litija), ki še danes buri duhove za potrebe dnevne politike; zadevo še danes očitno napihujejo v teorijo zarote, češ kako hudo Vatikan ogroža Srbe:
| Bitka protiv Konkordata sa Vatikanom | Bitka zoper Konkordat z Vatikanom |
| --- | --- |
| Intervencija policije, čiji je ministar bio Slovenac Anton Korošec, inače rimokatolički bogoslov, bila je brutalna. „Preko Ulice kralja Petra, na gornjem uglu zgrade Narodne banke, bila je postrojena žandarmerija u više redova. Žandarmi su već agresivniji i dočekuju litiju grubim psovkama i zakrvavljenih očiju, izbezumljena lica tuku sveštenstvo u crkvenim odeždama i narod, psujući popovsku i srpsku majku. Po naglasku moglo se primetiti da su žandarmi Hrvati i Slovenci“ | Posredovanje policije, katere minister je bil Slovenec Anton Korošec, sicer rimskokatoliški bogoslovec, je bilo surovo. »Čez ulico Kralja Petra, na zgornjem vogalu stavbe Narodne banke, je bila žandarmerija postrojena v več vrstah. Žandarji so že nasilni in pozdravljajo množico s surovimi kletvami in krvavimi očmi, podivjanci pretepajo duhovščino v cerkvenih oblačilih in ljudstvo, preklinjajo popovsko in srbsko mater. Po naglasu bi lahko razbrali, da so žandarji Hrvati in Slovenci" |

Tega dne je bil konkordat v skupščini sicer izglasovan s prepričljivo večinino; od 293 poslancev jih je bilo za potrditev konkordata 172, a ostalih 121 jih je bilo zoper.Od treh pravoslavnih duhovnikov v Odboru za konkordat državnega zbora  – nadvse zanimivo in nenavadno, da v njem ni bilo niti enega samega katoliškega duhovnika, čeprav se je zadeva tikala katoličanov – sta dva duhovnika glasovala proti konkordatu: član Narodne radikalne stranke Janjić - ki je bil lahkomiselni pobudnik te "procesije za ozdravljenje patriarha", oziroma v nekem smislu "pohoda zoper Vatikan in vlado" - in arhimandrit Nikanor Grujić; Marko Ružičić, ki je glasoval za konkordat, pa je podpadel pod izobčenje in so ga „razpopili” (mu odvzeli duhovniško posvečenje) - a mu ga pozneje "milostno" vrnili.
Zaradi hudega nasprotovanja, zlasti v »Krvavi procesiji«, ki sicer ni bila tako krvava, kot jo skušajo prikazati (takratni in današnji) nacionalisti, je pomenila vrhunec Konkordatne krize, pa konkordat ni bil nikoli ratificiran. 
Po glasovanju v Skupščini je Sveti arhijerejski sinod enoglasno sklenil, da izobči iz pravoslavja vse ministre in poslance pravoslavne vere, ki so dali svoj glas za konkordat - ter se je grobo vmešaval v čisto posvetne reči, ki mu niso bile niti povsem jasne; ker pa je skupščina pozneje popustila in ga izkušeni politik Korošec ni predložil senatu, je tudi pravoslavno vodstvo omililo svoje stališče in preklicalo izobčenje.

## Ocena

### Med Scilo in Karibdo
Najbolj nehvaležen položaj in vlogo je imel v vsej tej »balkanski detektivki« o Konkordatni krizi in "Krvavi litiji" ravno takratni notranji minister v Stojadinovićevi vladi JRZ, Slovenec in katoliški duhovnik Anton Korošec. V javnosti je bil zelo zadržan do vprašanja konkordata, saj obdobje od podpisa 1935 do končnega preklica ratifikacije v začetku 1938 sovpada z njegovim vodenjem notranjega ministrstva. Kot katoliški duhovnik in »policijski minister« je med ministri že tako ali tako veljal za najbolj osovraženega.Posledično se v času »gonje proti konkordatu« ni javno opredeljeval in govorilo se je celo, da mu nasprotuje.
Takega mnenja sta bila tudi takratni pravosodni minister Božidar Maksimović, kakor tudi tajnik jugoslovanske nunciature Paolo Bertoli Maksimović je novembra 1933 izrazil mnenje, da bi z ureditvijo versko-političnih vprašanj SLS in Korošec izgubila veliko političnega kapitala. Moscatello pa je odvrnil, da Korošec in drugi nasprotujejo sklenitvi konkordata zato, ker menijo, da vlada ne bo izpolnjevala v konkordatu prevzetih obveznosti; tako mnenje je delila tudi vsa svetovna katoliška javnost.  S Korošcem so mnogi poznavalci razmer delili mnenje, da Cerkev od konkordatov nima takih koristi, kot si jih je obetal papež; obenem pa ni zaupal Srbom.
9. oktobra 1937 je Stojadinović izjavil, da zaradi nemirnih razmer v državi konkordata ne bo predložil v ratifikacijo senatu.Korošec pa se je s tem strinjal in je dokončno odločil na seji finančnega odbora Narodne skupščine 29. decembra 1937, da vlada ne bo sprejela ne starega ne novega konkordata. V najbolj »kritičnih« trenutkih konkordatne krize je Korošec torej trezno presodil, da bo knez namestnik Pavel klonil pod pritiskom SPC, kakor tudi to, da so Stojadinoviću »šteti politični dnevi«, ker do namestništva ni bil zadosti uslužen. Ko je Korošec konec decembra 1937 podal izjavo o »končni« odpovedi konkordata, je s tem poskušal pravočasno izstopiti iz potapljajoče se barke tudi za ceno papeževe graje in nuncijeve oznake kot „politikanta”.
Ne smemo pozabiti, da so po Titovem prihodu na čelo KPJ začeli dvigovati glavo tudi prevratniški komunisti. Zato sta se morala tako Stojadinović kot Korošec na nezanesljivem balkanskem sodu smodnika previdno gibati med Scilo radikalnega nacionalizma opozicije, kakor tudi med Karibdo liberalne oblastiželjnosti SPC. Britanski zgodovinar Malcolm (*1956) in veliki poznavalec balkanske zgodovine pravi o teh zdrahah brez dlake na jeziku: "Največja razdiralna sila v jugoslovanski politiki teh let je bil srbski nacionalizem: Srbi so, nahujskani od Pravoslavne Cerkve, s hudimi demonstracijami uspeli preprečiti sklepanje "konkordata" med Jugoslavijo in Vatikanom leta 1937." 
To je bil pravzaprav začetek konca Jugoslavije. Zato nepristranski zgodovinarji soglašajo, da je bil tragi-komični spopad okoli konkordata predhodnica poznejših usodnih dogodkov.

### Med vero in politiko
Nekaj mesecev po „Krvavi litiji“ se je oglasilo v zvezi z neljubimi dogodki tudi vodstvo Katoliške Cerkve. Jugoslovanska škofovska konferenca, ki se je sešla 8. oktobra 1937, je v kratki izjavi za javnost sporočila: »Katoliški episkopat smatra, da mu je pod častjo odzvati se na poulične napade zoper ratifikacijo konkordata«.
Predsednik takratne vlade Stojadinović je bil prepričan, da do izgredov ne bi prišlo, če bi ne bil prav v najusodnejšem trenutku zbolel in umrl patriarh; saj po njegovem patriarh Varnava »ne bi nikoli dovolil, da bi Cerkev zlorabljali za politične manevre dvomljive narave“; patriarh je namreč „vedel, da konkordat ne vsebuje ničesar, kar bi škodovalo državnim interesom; najmanj pa je z njim bila ogrožena pravoslavna Cerkev.« Ni pa pomislil na bizantinsko dvolično in hinavsko politiko, ki se je udomačila tudi na Balkanu.
Večina takratnih pravoslavnih škofov je bila načelno proti vmešavanju Cerkve v dnevno politiko. Najbolj vnet in neskrit zagovornik političnega pravoslavnega delovanja pa je bil vladika Velimirović, ki je javno nastopal tako proti ratifikaciji konkordata, uspešno hujskal narod v času glasovanja ne le v Beogradu, ampak na vseh področjih večinsko naseljenimi s Srbi, podpiral izobčenje vseh srbsko-pravoslavnih poslancev, ki so glasovali v prid konkordatu in končno celo zahteval Stojadinovićev odstop. Novi patriarh Gavrilo je ob endodušni podpori vseh ostalih jerarhov polagoma soglašal z  zmernejšim stališčem, češ da naj se SPC nikakor ne vmešava v dnevno politiko in da je z zamrznitvijo spornega konkordata že tako dosegla dovolj. Sam novoizvoljeni patriarh je Nikolaja obiskal v samostanu Kaliniću in mu nedvosmiselno ukazal umik s političnega prizorišča. Čeprav nerad, se je končno tudi Velimirović pomiril s to uravnovešeno odločitvijo - kar je bil eden od dejavnikov, ki so vsaj začasno prispevali k umiritvi razgretih duhov.
Da je patriarh razmišljal resno glede položaja Cerkve, ki da naj se ne meša v dnevno politiko v družbi, lahko razberemo tudi iz njegovih »Spominov«:
| Zadaća Crkve | Naloga Cerkve |
| --- | --- |
| ”Ovo rezonovanje Episkopa Nikolaja Velimirovića ni sa koje strane ne može da se brani, a najmanje sa hrišćanske i pravne, a pogotovu ne sa nacionalne. Ako bi srpska Crkva primila i primenila ovo mišljenje, onda bismo mi sišli na politički teren, koji se ne bi mogao nikako dozvoliti, jer ne bi donosio nikakvu korist, ni SPC ni državi, niti narodu kao celini…”. | „Tega razmišljanja vladika Nikolaja Velimirovića ni mogoče zagovarjati z nobene strani, še najmanj pa s krščanske in pravne, še posebej pa ne z narodne. Če bi srbska Cerkev sprejela in udejanila to mnenje, potem bi se mi spustili na politično področje, česar pa nikakor ne bi smeli dovoliti, ker ne bi prineslo nikakršne koristi niti SPC, niti državi, niti ljudstvu kot celoti.” |

Podobno si je po drugi strani tudi katoliška hierarhija prizadevala, da se duhovščina ne bi zapletala v skrite pasti dnevne politike. Tako je že julija 1934 nadškof Stepinac med prvim in zadnjim osebnim obiskom pri kralju Aleksandru poudaril to zase in za zaupane mu duhovnike: »Nisem politik, niti ne bom dovolil, da bi se moja duhovščina ukvarjala s strankarsko politiko; po drugi strani pa bom zahteval popolno spoštovanje katoliških pravic.« S to izjavo je po eni strani zagotovil kralju nevpletanje v politiko, po drugi strani pa ga je opozoril na neenakopraven poližaj katoličanov v Stari Jugoslaviji
Dosledno temu nevmešavanju v politiko je sledil njegov poziv katoličanom, naj se ne spuščajo v prepire okoli tega občutljivega konkordatnega vprašanja.
Zanimivo, da so se nasprotniki konkordata pravzaprav vneto ukvarjali z vprašanjem, ki se jih ni čisto nič tikalo. SPC je namreč napravila podoben sporazum z državo že desetletje prej (1926), ne da bi kdorkoli katoliško stran o tem kaj obvestil ali vprašal, čeprav bi imel marsikako pripombo zlasti glede neenakopravnosti v gmotnem pogledu; že takrat se je namreč beograjski nadškof Rodič dušil v dolgovih zaradi semenišča Krizina; to finančno luknjo bi zlahka premostila državna pomoč, četudi bi bila nekajkrat manjša od tiste, ki jo je letno "zaradi zaslug za ustvarjanje nove države" prejemala SPC. Posledično je prav zaradi teh dolgov in hipoteke nad nadškofijsko palačo moral prvi nadškof novonastale nadškofije ponuditi "prostovoljno" svoj odstop. Ko je namreč Rodič dobil novo posojilo od „Praštedionice”, je moral privoliti v hipoteko nad nadškofijsko palačo; zapletena zadeva se ni končala z njegovim odstopom, saj banka ni odstopila od tožbe, ki je bila najprej zavrnjena, saj se nadškof ne bi smel toliko zadolžiti brez papeškega dovoljenja in to je bil glavni razlog da je Sveti sedež zahteval njegov odstop. 
Jugoslovanske državne oblasti (seveda je to bila druga - bolj razumevajoča vlada, ki je želela enakopravno urejati verske in nacionalne zadeve) so torej sedaj SPC še bolj z razlogom očitale, da je tokrat zelo prekoračila meje svojega duhovnega poslanstva. V zvezi s tem Stojadinović razodeva, kaj naj bi bil pravzaprav glavni razlog takšnega viharja za prazen nič:
| Crkva i politika | Cerkev in politika |
| --- | --- |
| “Dok je u pitanju političara stvar jasna, pošto se radi o borbi za vlast, slučaj Pravoslavne Crkve je različit. Premda je i tu bilo ambicioznih arhijereja, Crkva kao takva morala je imati i drugih pobuda. Pravi razlog SPC ne leži u nezadovoljstvu Crkve mojom ličnošću ili mojom politikom, već položajem u koji je ta Crkva dospela u novoj državi. Za razliku od predratne Srbije, u kojoj je skoro 100% stanovništva bilo pravoslavne vere, uticaj Crkve je bio daleko veći nego u državi gde je pravoslavaca bilo svega 48%. Izgleda da se ona nije mogla pomiriti s tim da je došla u isti red sa ostalim priznatim veroispovestima…. Reklo bi se da je želela povraćaj na svoj raniji povlašćen položaj, kakav je zauzimala pokraj kralja Petra I. ili još bolji koji je zauzimala nekada u Crnoj Gori gde su verska i svetovna vlast bile usresređene u jednoj ličnosti, u nekoj vrsti Cezaro-Papizma u malome”. | »Medtem, ko je glede na politike stvar jasna, saj gre za boj za oblast, pa je v primeru pravoslavne Cerkve zadeva drugačna. Čeprav so tudi tukaj obstajali častihlepni škofje, je Cerkev kot taka morala imeti tudi druge pobude. Pravi razlog za SPC ne leži v nezadovoljstvu Cerkve z mojo osebnostjo ali mojo politiko, ampak s položajem, v katerem se je ta Cerkev znašla v novi državi. V nasprotju s predvojno Srbijo, kjer je bilo skoraj 100 % prebivalcev pravoslavne vere, je bil vpliv Cerkve veliko večji kot v državi, kjer je bilo pravoslavcev le 48 %. Zdi se, da se ni mogla sprijazniti z dejstvom, da je prišla v isto vrsto z drugimi priznanimi veroizpovedmi. Lahko bi rekli, da se je želela povrniti na svoj prejšnji privilegirani položaj: na tistega, ki ga je zasedala ob kralju Petru I. ali še boljšega, ki ga je nekoč zasedala v Črni gori, kjer sta bili verska in posvetna oblast osredotočeni v eni osebi, v nekakšnem cezaropapizmu v malem.« |

### Konkordatna kriza
(slovensko)
- Gašper Mithans: Sklepanje jugoslovanskega konkordata in konkordatska kriza leta 1937. Zgodovinski časopis, Ljubljana 2011, 84-115.
- Gašper Mithans: Anton Korošec in jugoslovanski konkordat. Zgodovinski časopis, Ljubljana 2015, 402–424. (Anton Korošec and the Yugoslav concordat)
- (PDF) Gašper Mithans: Vloga tajnega pogajalca pri sklepanju jugoslovanskega konkordata / The role of the secret negotiator in the preparation of the Yugoslav Concordat December 2013 Acta Histriae 21(4)

(angleško)
- 30_razpoznavanja_konkordat.pdf Gašper Mithans JUGOSLOVANSKI KONKORDAT Pacem in discordia ali jugoslovanski »Kulturkampf«/THE YUGOSLAV CONCORDAT Pacem in discorida or The Yugoslav "Kulturkmpf" (slovensko/angleško)
- Concordat 1935-1937: For and against
- On_the_Field_of_conflict_Power_Relations_among_Catholics_Serbian_Orthodox_Christians_Muslims_and_State_Authorities_in_the_Kingdom_of_Yugoslavia (PDF) On the Field of conflict: Power Relations among Catholics, Serbian Orthodox Christians, Muslims and State Authorities in the Kingdom of Yugoslavia January 2013 Conference: Christian and the Non-Christian OtherAt: Vilnius: Lietviu kataliku mokslo akademijaVolume: Bažnyčios istorijos studijos, Studies in Church History, t. 37, 6, vol. 37, 6
- Gašper Mithans: Religious communities and the change of worldviews in Slovenia (1918–1991): Historical and political perspectives December 2020
- Glasnik: The Official Newspaper of the Serbian Orthodox Patriarchate on the Concordat of the Kingdom of Yugoslavia and the Holy See, Signed in 1935

(ukrajinsko) ;
- K. V. Malshina: View of National political background of the Concordat between the Kingdom of SHS and the Holy See through the prism of the Slovenian policy (1918-1929)./Національно – політичне підґрунтя конкордату королівства схс з католицькою церквою крізь призму словенської політики (1918 – 1929)
- K. V. Malshina: View of The role of the Slovenian policy in the signing of the Concordat and the „Concordat Crisis‟ (1930-1937)./ УДК 27:348.711.4 (497.12)/К. В. Мальшина: Національно-політичне підґрунтя конкордату королівства СХС з Католицькою Церквою крізь призму словенської політики (1918-1929)

(rusko)
- Конкордатский кризис 1937 года в Югославии: апогей противостояния Сербской Православной Церкви и государства – Tема научной статьи по истории и археологии читайте бесплатно текст научно-исследовательской работы в электронной библиотеке КиберЛенинка Екатерина Сергеевна Тимонина ХРИСТИАНСКОЕ ЧТЕНИЕ Научный журнал Санкт-Петербургской Духовной Академии Русской Православной Церкви № 4 2023

(srbohrvaško)
- Karađorđevići i Vatikan
- Konkordatska kriza Arhivirano 2018-03-02 na Wayback Machine.
- Krvava litija (Konkordatska kriza)
- Krvava litija u Srbiji 1937. godine: Bitka protiv Konkordata sa Vatikanom
- Nikola Žutić: Vjerski liberalizam i jugoslavenstvo Patrijarha Varnave i Konkordatska kriza Arhivirano 2018-03-02 na Wayback Machine.
- Vlada Stojadinović – Korošec – Spaho (1935 – 1939) – najstabilniji period Bosne i Hercegovine u monarhističkoj Jugoslaviji
- Noel Malcolm: Bosna. Kratka povijest Arhivirano 2018-03-03 na Wayback Machine.
- Vreme br.863 19. jul 2007. 70 godina od "Krvave litije" Dan kada su letele kamilavke
- Посланица патријарха Варнаве о српској новој 1937. Години by Далибор Дрекић
- Krvavi svetosavski barjaci na ulicama Beograda
- Pogled: Konkordatska kriza u kraljevini Jugoslaviji 1937 godine i delatnost vladike Nikolaja u njeno vreme
- Nikola Žutić: Ivan Merz – svetitelj hrvatsva. Vatikan i Albanci u prvoj polovini XX veka, (do 1941). Srbija, Vatikan i Albanci u XX veku. Konvencija između Srbije i svete stolice. Beč: Srbija progoni katolike. Srpsko pravoslavlje i Anglikanska crkva. Položaj crkava u Kraljevini Jugoslaviji: Potpuna lojalnost SPC kruni. Konkordatska kriza
- Слободан Јаковљевић: Српска Православна Црква у конкордатској борби 1937. године — покушај нове синтезе Богословље 2 (2014) 272–295 УДК: 271.22(497.11):322.9
- Прекодрински Срби и конкордатска криза - Православље - НОВИНЕ СРПСКЕ ПАТРИЈАРШИЈЕ 11. октобар 2008 Аутор: Радован Пилиповић, Број 990, Рубрика Историја
- Petar Minić: Konkordat: Ugovor koji je zamalo rasturio Kraljevinu Jugoslaviju 13.05.2021
- Katarina Dogan: Život i djelovanje blaženog kardinala Alojzija Stepinca 1934.-1960. Diplomski rad, Zagreb 2022
- (PDF) Yugoslavia and the vatican 1918-1992/Radmila RADIĆ: Jugoslavija i Vatikan 1918–1992. godine

### Smrt patriarha Varnava
(srbohrvaško)
- Др. Ђоко Слијепчевић – Конкордат и смрт патријарха Варнаве
- Đoko Slijepčević: Konkordat i smrt patrijarha Varnave. Uzeto iz knjige „Istorija Srpske Pravoslavne Crkve“, II, st. 579 – 590, Beograd.
- Ђоко Слијепчевић (2008). »Конкордат и смрт патријарха Варнаве«. Rastko.
- MISTERIJA: Ko je otrovao patrijarha Varnavu - Blic Sonja  Šulović. 7. april 2014
- B. SUBAŠIĆ | 24. jul 2012. Smrt patrijarha Varnave još tajna
- Intervju - istoričar Bojan Drašković: SMRT PATRIJARHA VARNAVE Piše: Vladan Dinić
- Lepote Srbije MISTERIJA TRAJE DO DANAS. Da li je Patrijarh Varnava otrovan zbog ugovora sa Vatikanom
- (Kurir.rs) Momčilo Petrović: SRPSKI PATRIJARSI (6): Varnava Rosić - otrovan zbog Vatikana
- (Борба за истину) Насилна смрт патријарха Варнаве Росића и патријарха Гаврила Дожића
- (Јадовно 1941) Интервјуи, репортаже, писма - Various Смрт патријарха Варнаве још тајна Извор: БИГ
- 24.07.2024 Saša Tošić: SVETLOST BESMRTNIH. Pomen patrijarhu Varnavi i promocija knjige posvećene njegovom duhovnom nasleđu (SPC)
- (Novosti) SUMNJE U SMRT ISTAKNUTIH SRBA: Šta spaja sudbine cara Dušana, patrijarha Varnave, Krcuna i Miloševića Piše: Dr Čedomir Antić (Iz knjige "Ubistva u srpskoj istoriji" u izdanju "Vukotić media") 01. 03. 2024.
- (Novosti) Trovanje patrijarha Varnave 17 septembra, 2017
- Misteriozna smrt srpskog patrijarha – Preminuo u trenutku glasanja o konkordatu (Redportal-pink)
- Vijest o Varnavinoj smrti u "Politici"
- Večernje novosti: Dvojica patrijarha SPC otrovani?
- Nemci otrovali patrijarha Varnavu?
- Умро је патријарх српски Варнава („Политика”, 24. јул 1937)
- Посланица против конкордата или Зашто је убијен патријарх Варнава? (7. октобар 2015)
- Предавање — Милован Балабан — „Патријарх Варнава — живот и мучеништво”
- (Radio Bg2 petak, 17. dec 2021) Petar Grujičić: Smrt patrijarha Varnave. Iz života patrijarha Varnave

(angleško)
- Prayerful remembrance of Patriarch Varnava Rosić